# After Darkness
After Darkness war eine Schweizer Gothic-Rock-Band aus Luzern die von 1992 bis 1997 existierte.

## Geschichte
Ihre CD Murnau wurde im Februar 1994 im Labor4 aufgenommen. Ihre Lieder, die hauptsächlich die Themen Liebe, Tod und Teufel behandeln, wurden von einer weiblichen Nebenstimme unterstützt. Ihre Musik ist angelehnt an die der frühen The Sisters of Mercy, allerdings mit eigenem Stil.
Ihre erste und einzige CD war eine Hommage an den Filmregisseur Friedrich Wilhelm Murnau, der im Jahre 1921 den Film Nosferatu drehte.

## Diskografie
- 1995: Murnau (Album, Schreck Records)